# Nazionale maschile di hockey su pista dei Paesi Bassi
La Nazionale di hockey su pista dei Paesi Bassi è la selezione maschile di hockey su pista che rappresenta i Paesi Bassi in ambito internazionale. Attiva dal 1948 opera sotto la giurisdizione della Federazione di pattinaggio dei Paesi Bassi.

## Partecipazioni ai principali tornei internazionali
- 1936 Non partecipante
- 1939 Non partecipante
- 1947 Non partecipante
- 1948 9º posto
- 1949 8º posto
- 1950 4º posto
- 1951 9º posto
- 1952 5º posto
- 1953 8º posto
- 1954 10º posto
- 1955 9º posto
- 1956 7º posto
- 1958 4º posto
- 1960 5º posto
- 1962 7º posto
- 1964 4º posto
- 1966 8º posto
- 1968 5º posto
- 1970 9º posto
- 1972 6º posto
- 1974 8º posto
- 1976 9º posto
- 1978 Non partecipante
- 1980 6º posto
- 1982 9º posto
- 1984 4º posto
- 1986  8º posto
- 1988 Non partecipante
- 1989 6º posto
- 1991  2º posto
- 1993 9º posto
- 1995  10º posto
- 1997  11º posto
- 1999 Non partecipante
- 2001 13º posto
- 2003 11º posto
- 2005  14º posto
- 2007  15º posto
- 2009  14º posto
- 2011  14º posto
- 2013 Non partecipante
- 2015  14º posto
- 2017 Non partecipante

- 1984 Non partecipante
- 1986   2º posto
- 1988 Non partecipante
- 1990 Non partecipante
- 1992 Non partecipante
- 1994 Non partecipante
- 1996   2º posto
- 1998 Non partecipante
- 2000   2º posto
- 2002 Non partecipante
- 2004 Non partecipante
- 2006   2º posto
- 2008   2º posto
- 2010   3º posto
- 2012 5º posto
- 2014   3º posto

Firs Cup
- 2017  3º posto

- 1926 Non partecipante
- 1927 Non partecipante
- 1928 Non partecipante
- 1929 Non partecipante
- 1930 Non partecipante
- 1931 Non partecipante
- 1932 Non partecipante
- 1934 Non partecipante
- 1937 Non partecipante
- 1938 Non partecipante
- 1957 Non partecipante
- 1959 6º posto
- 1961 4º posto
- 1963  3º posto
- 1965 4º posto
- 1967  3º posto
- 1969  3º posto
- 1971 5º posto
- 1973 5º posto
- 1975 5º posto
- 1977 6º posto
- 1979 4º posto
- 1981  3º posto
- 1983 4º posto
- 1985 4º posto
- 1987 5º posto
- 1990 4º posto
- 1992 7º posto
- 1994 5º posto
- 1996 Non partecipante
- 1998 7º posto
- 2000 7º posto
- 2002 8º posto
- 2004 8º posto
- 2006 Non partecipante
- 2008 8º posto
- 2010 Non partecipante
- 2012 Non partecipante
- 2014 Non partecipante
- 2016 Non partecipante
- 2018 10º posto